# 公民胜利运动

公民胜利运动标志

公民胜利运动（西班牙語：Movimiento Victoria Ciudadana，缩写为MVC）是波多黎各的一个左翼政党，成立于2019年3月11日。该党在2020年波多黎各大选中提出一份反殖民纲领，提议召开制宪会议，以最终决定美国与波多黎各之间的关系。该党是国家联盟的成员。